# 김영철 (조선귀족)
김영철(金永哲, 1841년 ~ 1923년)은 구한말의 관료이며 일제강점기에 조선귀족 작위를 받았다. 자는 문경(文卿), 본관은 광산이며 본적은 경성부 체부동이다.

## 생애
한성부 서부 반송방 미동에서 이조판서를 지낸 김보현의 아들로 태어나 1872년 과거에 급제한 뒤 병조정랑을 시작으로 관직에 나아갔다.
아버지인 김보현이 명성황후의 여흥 민씨 집권 아래 고위직을 역임하여 그도 요직에 임명되었다. 김보현은 선혜청 당상을 거쳐 경기도 관찰사로 근무하다가 1882년 임오군란 때 분노한 구식 군인들에게 현직 선혜청 당상 민겸호와 함께 피살되었다.
김영철은 성균관 대사성, 이조참판 등을 거쳤다. 민씨 세력의 신임을 받아 1886년 형조판서를 시작으로 판서 벼슬을 두루 역임했고, 1902년 시종원경이 되었다.
1910년 70세 이상의 퇴임 관리를 위한 기로소에 들어갔으며, 그해 한일 병합 조약이 체결되면서 합방에 협조한 원로 관료로서 일본 정부로부터 남작의 작위를 받았다.
2002년 발표된 친일파 708인 명단과 2008년 민족문제연구소에서 친일인명사전에 수록하기 위해 정리한 친일인명사전 수록예정자 명단에 자신의 작위를 습작 받은 아들 김영수와 함께 선정되었다. 2007년 대한민국 친일반민족행위진상규명위원회가 발표한 친일반민족행위 195인 명단에도 포함되어 있다.

## 가족 관계
- 고조부 : 김상의(金相儀)
  - 증조부 : 김기은(金箕殷)
    - 할아버지 : 김재성(金在成)
      - 아버지 : 김보현(金輔鉉)
      - 어머니 : 홍종원(洪鍾源)의 딸
        - 부인 : ?
          - 아들 : 김영수(金英洙)
            - 손자 : 김용국(金容國)

          - 딸 : 광산 김씨
          - 사위 : 심장섭 - 참정대신 심상훈의 아들

## 같이 보기
- 김보현
- 김영수

## 참고 자료
- 친일반민족행위진상규명위원회 (2007년 12월). 〈김영철〉 (PDF). 《2007년도 조사보고서 II - 친일반민족행위결정이유서》. 서울. 59~64쪽쪽. 발간등록번호 11-1560010-0000002-10. [깨진 링크(과거 내용 찾기)]
- 김영철(金永哲) - 한국학중앙연구원